# Неаполитанская республика (1647—1648)
Неаполита́нская респу́блика (итал. Serenissima Repubblica di questo regno di Napoli) ― кратковременное государственное образование на юге Италии, провозглашённое в результате восстания, устроенного Мазаньелло и Джулио Джинойно и направленного против испанского короля Филиппа III и неаполитанских вице-королей.

## Название
Республика имела несколько официальных названий: «Serenissima Repubblica di questo regno di Napoli» (рус. Светлейшая Республика Неаполитанского Королевства), «Reale Repubblica» (рус. Королевская Республика) и «Serenissima Monarchia repubblicana di Napoli» (рус. Светлейшая Республиканская Монархия Неаполя). Все они указывали на политическую двойственность (республику и монархию) государства; прилагательное «Serenissima» (рус. Светлейшая) было использовано, чтобы показать связь между Неаполитанской республикой и Венецианской республикой, использовавшей аналогичное название.

## История

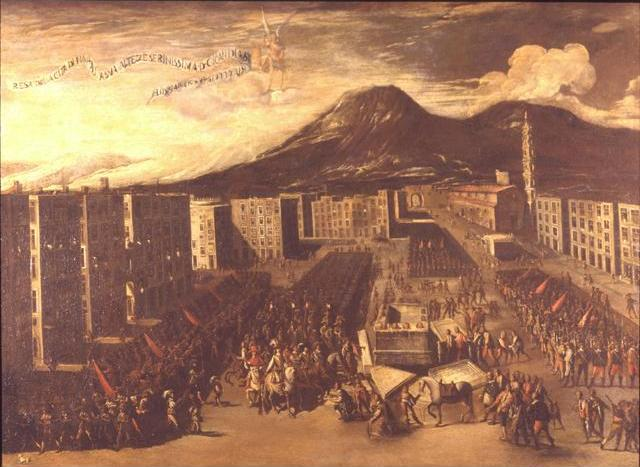
Неаполь сдаётся войскам Иоганна Австрийского, картина Карло Коппола, Национальный музей Сан-Марино

### Предыстория
В первой половине XVII века Неаполитанское королевство находилось в состоянии кризиса, общего для всех европейских стран. При этом кризис в Неаполе был усугублён отказом местного правительства прислушиваться к требованиям своих граждан, которое тратило казну на нужды ряда европейских военных конфликтов.
Окончание восстания Мазаньелло сыграло на руку испанским войскам вице-короля Родриго Понсе де Леона, которым удалось почти полностью восстановить контроль над городом, при этом вызвав недовольство среди граждан Неаполитанского королевства и усугубив их проблемы.
Второе восстание вспыхнуло после бомбардировки Неаполя испанским флотом под командованием Хуана Хосе Австрийского, которому удалось подавить мятежные силы. Подавление восстания вызвало всеобщую неаполитанскую революцию, которая в отличие от восстания Мазаньелло, не была направлена против местных властей, а под руководством оружейника Дженнаро Аннезе приняла антииспанский характер.

### Республика

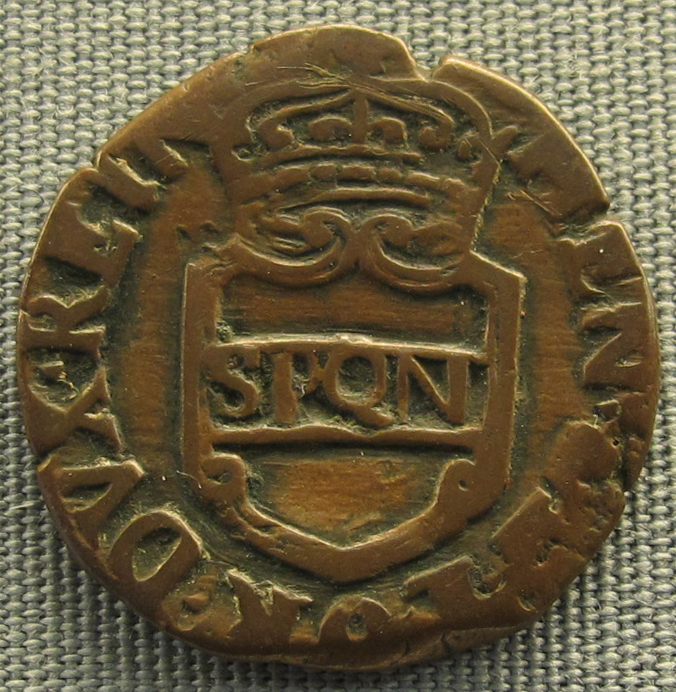
Монета Неаполитанской республики с изображением герба страны, 1648 год

После изгнания испанских войск из королевства и провозглашения республики неаполитанцы решили попросить покровительство у Франции и обратились к Генриху II де Гизу, принадлежавшему к Лотарингскому дому, с просьбой взять на себя руководство страной. Герцог де Гиз, желавший получить неаполитанскую корону и вернуть Неаполитанское королевство под руководство Франции, согласился на приглашение жителей Неаполя и прибыл 15 ноября в город, чтобы стать главой государства.
Создание республики было изначально обречено на провал: испанские войска по-прежнему контролировали территории вокруг Неаполя, в то время как сбежавшие из пригорода столицы города Аверсы дворяне всё ещё управляли провинцией, а также держали под своим контролем снабжение Неаполя. Генрих II попытался подчинить дворянство себе, но ему это практически не удалось, даже несмотря на занятие Аверсы в январе 1648 года.
Во время борьбы с революционерами испанские силы придерживались следующей тактики: все полномочия руководства Неаполитанским королевством были сосредоточены в руках Хуана Хосе Австрийского, поэтому основной его деятельностью стали вербовка и включение в лагерь республиканцев разведчиков, агитаторов и агентов, стремившихся заполучить лояльность перешедших на сторону Генриха II дворян.
Военную власть в республике контролировал герцог де Гиз, а административную ― Дженнаро Аннезе. Однако вскоре они вступили в личный конфликт, основанный на противоречиях в управлении страной, что привело к нарушениям в работе ветвей власти в государстве.

### Падение республики
5 апреля 1648 года Генрих II был обманут своими приближёнными, подкупленными испанцами, и покинул город. После этого Неаполь был взят испанской армией практически без потерь ввиду разработанного военным командованием плана захвата города. Герцог де Гиз был арестован и отправлен в тюрьму в Мадриде.
4 июня французский флот, состоящий из около 40 кораблей, попытался вернуть Неаполь под свой контроль, однако горожане не поддержали французские войска из-за того, что проблемы жителей Неаполитанского королевства не были разрешены даже с приходом республики. Французская армия попыталась высадиться в Прочиде, но, потерпев поражение, была вынуждена отступить. После попытки возврата Неаполя под французский контроль, испанцы казнили Дженнаро Аннезе, генералиссимуса республики, на Рыночной площади города.
3 июня 1649 года в Неаполе вспыхнули новые беспорядки, однако они были быстро подавлены ввиду изменившейся системе международных отношений, не допускавшей усиления отдельных стран и организацию восстаний.

## Герб
Герб республики представлял собой красный щит с девизом «S.P.Q.N.» (лат. Senatus Populusque Neapolitanus ― «Сенат и народ Неаполя»), отсылаясь на романский девиз «S.P.Q.R.» (лат. Senatus Populusque Romanus ― «Сенат и народ Рима»). 